# Kibik
Kibik (mađ. Kübekháza) je selo na samom jugoistoku Mađarske.
Površine je 27,31 km četvornih.

## Zemljopisni položaj
Nalazi se na jugoistoku Mađarske, kod tromeđe sa Srbijom i Rumunjskom. Jugoistočno je Beba Veche, jugozapadno su Rabe, sjeverozapadno su Sentivan, Sirik i Deska, sjeveroistočno su Karavala i Kukućin.

## Upravna organizacija
Upravno pripada segedskoj mikroregiji u Čongradskoj županiji. Poštanski je broj 6755.

## Povijest
U 1850-ih pa nadalje veliki je broj siromašnih ratara napustio selo. Njihove obitelji došao iz banatskih Švaba. U 1940. je od 540 obitelji, 110 su bile obitelji Nijemaca. Za Drugog svjetskog rata, mnogi su već prije ulaska sovjetske vojske napustili selo (većina Nijemaca vojno sposobnih bili su dobrovoljci u SS-u, bili su se bojali odmazde). Drugi su nakon rata deportirani u Njemačku i raseljeni.

## Gospodarstvo
Selo je bilo poznato po proizvodnji duhana, koji je na seoskom grbu.

## Kultura
Kibik zovu operetnim selom, jer se ovdje ljeti održava festival opereta na kojem sudjeluju poznate osobe.

## Promet
Nekoliko kilometara sjevernije prolaze cestovna prometnica br. 43. i željeznička pruga koja povezuje Seged i Makovo.

## Stanovništvo
2001. je godine u Kibiku živjelo 1568 stanovnika, većinom Mađara te romska manjina.

## Vanjske poveznice
- Službene stranice